# 蒺藜黄耆
蒺藜黄耆（学名：Astragalus tribuloides）是豆科黄芪属的植物。分布于西亚、南亚、非洲、中亚以及中国大陆的新疆等地，常生长在沟边，目前尚未由人工引种栽培。